# 375-й гаубичный артиллерийский полк (1-го формирования)
375-й гаубичный артиллерийский полк — воинская часть Вооружённых Сил СССР в Великой Отечественной войне. Полк мог называться с добавлением аббревиатуры «РГК».

## История
Развернут на базе одного из дивизионов 120-го гап в августе 1939 года.
Принимал участие в Зимней войне, будучи в составе 80-й стрелковой дивизии
В действующей армии во время ВОВ с 22 июня 1941 по 24 декабря 1941 года.
Перед войной дислоцировался в Соколах .
22 июня 1941 года находился на полигоне в Червоном Бору (неподалёку от Ломжи). На 23 июня 1941 года находился, согласно оперсводке фронта, в подчинении 5-го стрелкового корпуса. Однако известно, что для артиллерии 5-го стрелкового корпуса катастрофически не хватало боеприпасов и следует предположить, что полк начал эвакуацию на восток.
Следующие сведения о полке появляются лишь в конце июля 1941 года: 24 июля 1941 года штабом артиллерии Западного фронта было приказано доукомплектовать под Вязьмой 120-й гаубичный артиллерийский полк за счёт 375-го гаубичного полка, что говорит о том, что полк вышел из Белоруссии с материальной частью.
С 1 по 15 сентября 1941 года, в ходе Ельнинской наступательной операции действует в районе Холм, Новоселье севернее Ярцево, поддерживая в боях 1-ю танковую дивизию и 152-ю стрелковую дивизию
5 октября 1941 года был передан в состав 19-й армии . 
Уничтожен в кольце Вяземского окружения, между Ярцево и Вязьмой в октябре 1941 года. Есть сведения о том, что медико-санитарная служба полка в составе восьми медиков и вместе с ними около 300 раненых, пытались утром 7 октября 1941 года под огнём выбраться  из села Святец (ныне не существующего, на дороге Ярцево — Вязьма).
24 декабря 1941 года исключён из списков артиллерийских частей.

## Подчинение
| Дата            | Фронт (округ)  | Армия      | Корпус | Дивизия | Бригада | Примечания |
| --------------- | -------------- | ---------- | ------ | ------- | ------- | ---------- |
| 22.06.1941 года | Западный фронт | 10-я армия | -      | -       | -       | -          |
| 01.07.1941 года | Западный фронт | -          | -      | -       | -       | -          |
| 10.07.1941 года | Западный фронт | -          | -      | -       | -       | -          |
| 01.08.1941 года | Западный фронт | -          | -      | -       | -       | -          |
| 01.09.1941 года | Западный фронт | -          | -      | -       | -       | -          |
| 01.10.1941 года | Западный фронт | 16-я армия | -      | -       | -       | -          |
| 06.10.1941 года | Западный фронт | 19-я армия | -      | -       | -       | -          |
| 01.11.1941 года | -              | -          | -      | -       | -       | Данных нет |
| 01.12.1941 года | -              | -          | -      | -       | -       | Данных нет |

## Командиры
- майор Манько Александр Афанасьевич [4]